# Denis Fonvizin
Denis Ivanovič Fonvizin (rus. Дени́с Ива́нович Фонви́зин ili Фон-Визин; Moskva, Rusko Carstvo, 3. travnja [14. travnja] 1745. – Sankt Peterburg, 1. prosinca [12. prosinca] 1792.) bio je ruski književnik iz vremena vladavine Katarine Velike, utemeljitelj nacionalne ruske komedije.
Svojim radom u prevoditeljstvu i književnosti primljen je krug pokroviteljstva državnog tajnika Ivana P. Elagina. Članovi Elaginova kruga sudjelovali su u prilagodbi stranih književnih djela ruskoj stvarnosti te Fonvizin prevodi s njemačkog i francuskog jezika. 
Poznat je poglavito po dvije satirične komedije: Maloljetnik (rus. Недоросль) i Brigadir (rus. Бригадир), djelima koja su usmjerena na ismijavanje ruskog plemstva. Oba se djela u kazalištima prikazuju i danas. Fonvizinove kritike plemstva pojavljuju se i u nizu satiričkih djela koja je objavio anonimno. Jedno od njih tako je 1783. godine posvetio carici Katarini Velikoj, koja mu zbog toga zabranjuje objavljivanje radova do daljnjega.
Do svoje smrti 1792. godine Fonvizin vrijeme provodi na raznim putovanjima te lošeg zdravlja. Pred samu smrt se bavi pisanjem autobiografije naziva Iskreno priznanje mojih djela i pomisli, koju ne dovršava.